# 陈衡哲

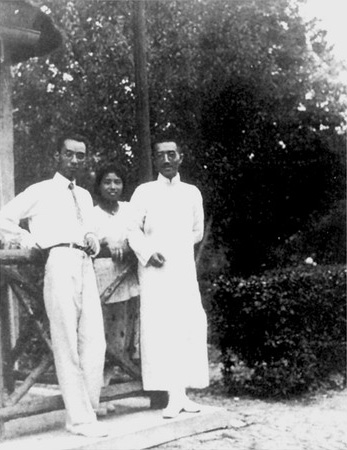
任鸿隽、陈衡哲订婚日与胡适的合影（1920年8月22日于南京高师）

陈衡哲（1893年7月29日—1976年1月7日），原名陈𪆒，字乙睇，笔名莎菲，中国作家。

## 生平
她祖籍湖南衡山，出生于江苏武进，是陈韬与庄曜孚之女。1914年，她考取清华大学在上海留美奖学金，卜美国瓦萨学院获文学学士后入芝加哥大学攻读西洋史获硕士。1920年9月27日，与任鸿隽结婚。在1917年1月胡适的《文学改良刍议》出现之后，陈衡哲的白话小说《一日》于1917年5月发表在《留美学生季报》上。因此引起了中国文学史上第一篇白话小说是否是《狂人日记》的争议。。
1920年，获硕士学位的陈衡哲，受蔡元培之邀回到北京大学任教，开讲西洋史和英文课，成为中国第一位女教授。一年之后，她怀孕生女，辞职养育孩子的同时，写作了“女性视角”的《西洋史》。她认为，女性应该尽力发展双重角色：母职和独立人格。
中华人民共和国成立后曾任上海市政协委员。1976年病逝于上海。
她与丈夫任鸿隽都是胡适多年的好友，1920年时胡适还曾在《新青年》上作诗《我们三个朋友》赠予他们夫妇二人。胡适的女儿素斐的名字则来源于陈衡哲的英文名Sophia。

## 家庭
父亲：陈韬，光绪年间举人。母亲：庄曜孚。六妹：陈（1909年－2007年），字己同，数学家，原南开大学教授
- 丈夫：任鸿隽，著名化学家、中国科学社首任社长
  - 长女：任以都（1921年－2021年），历史学家，宾夕法尼亚州立大学教授
  - 次女：任以书（1925年－），夫程述铭为天文学家
  - 子：任以安（1928年－2014年），地质学家，美国国家科学院院士、原美国地质学会会长

## 代表作品
- 《一日》, 1917
- 《运河与扬子江》, 1927新青年
- 《小雨点》1917,新青年
- 《洛绮丝的问题》
- 《小雨点》1928,新月
- 《文艺复兴史》
- 《西洋史》
- 《衡哲散文集》